# 시흥중학교 (서울)
시흥중학교(始興中學校)는 대한민국 서울특별시 금천구 시흥3동에 있는 공립 중학교이다. 서울특별시에 있는 중학교 중에서 최남단 중학교이다.

## 학교 연혁
- 1991년 10월 30일 : 시흥중학교 설립인가
- 1993년 1월 16일 : 초대 한기룡 교장 취임
- 1993년 3월 5일 : 제1회 입학식
- 1993년 5월 4일 : 개교식
- 1996년 2월 14일 : 제1회 졸업식
- 2023년 1월 5일 : 제28회 졸업식(9학급 234명)
- 2023년 3월 1일 : 제12대 김정리 교장 취임
- 2023년 3월 2일 : 제31대 입학식(8학급 남 60명, 여 133명 계 193명)

## 참고 자료
- 시흥중학교 - 한국교육학술정보원 학교알리미